# Фердинанд Звонимир Габсбурґ-Лотаринґен
Фердинанд Звонимир Марія Балтус Кіт Майкл Отто Антал Бахнам Леонард Габсбурґ-Лотаринґен (нім. Ferdinand Zvonimir Maria Balthus Keith Michael Otto Antal Bahnam Leonhard Habsburg-Lothringen; 21 липня 1997, Зальцбург) — австрійський діяч, автогонщик, син Карла Габсбурґ-Лотаринґен, голови імператорського Будинку Габсбурґ-Лотаринґен.

## Біографія
Фердинанд Звонимир Марія Балтус Кіт Майкл Отто Антал Бахнам Леонард народився 21 липня 1997 року в Зальцбурзі.
Старший син титулярного імператора Австро-Угорщини, короля Богемії, Хорватії, Галичини та Волині Карла фон Габсбурґа та його дружини Франчески Тиссен-Борнеміза. 
Він був хрещений 20 вересня 1997 року в Загребі архієпископом Загребським Франьйо Кухаричем. Його хресними батьками є Георг фон Габсбурґ, Алоїс Костянтин Ловенштейн-Розенберг,  Маргарита Сакскобурготська (дружина царя Болгарії Симеона) та Агнес Гусслайн.
Є ерцгерцогом Австрії, нащадком імператорського, королівських та великокнязівських престолів різних країн, що входили до Австро-Угорської імперії. Його титули використовуються за кордоном та в генеалогічній літературі, але вони не визнані австрійським та угорським урядом, адже його дід Отто фон Габсбурґ відмовився від всіх претензій на австрійський престол 31 травня 1961 року.
Професійний автогонщик, виступав в чемпіонатах по картингу, Кубках Формула Renault 2.0; Формула Renault 2.0 NEC; Формула Renault 1.6 NEC; Toyota Racing Series; Weathertech SportsCar Championship, Європейському чемпіорнаті Формула-3.